# Ceratosolen fusciceps
Ceratosolen fuscipes (Mayr, 1885), è un insetto imenottero della famiglia Agaonidae.
È l'insetto impollinatore di Ficus racemosa.